# Sati (Prevention) Act, 1987
La loi Sati (Prévention) Act 1987 est une loi promulguée par le gouvernement du Rajasthan en 1987. Elle est devenue une loi du parlement de l'Inde en 1988 à la suite de la mise en place d'une commission en 1987, à la suite du scandale provoqué par l'exécution de Roop Kanvar. La loi vise à empêcher et prévenir les pratiques de Sati, consistant en l'immolation et l’enterrement volontaire ou forcé des veuves, et interdire la glorification de ces pratiques à travers la participation à une cérémonie, une procession, la création d'une association visant à lever des fonds, la construction d'un temple, ou toute action visant à commémorer ou à honorer la mémoire d'une veuve qui a commis un acte de Sati,. 
La pratique du Sati a d'abord été interdite en vertu de la Bengal Sati Regulation, 1829. 